# 廣深港高速鐵路香港段

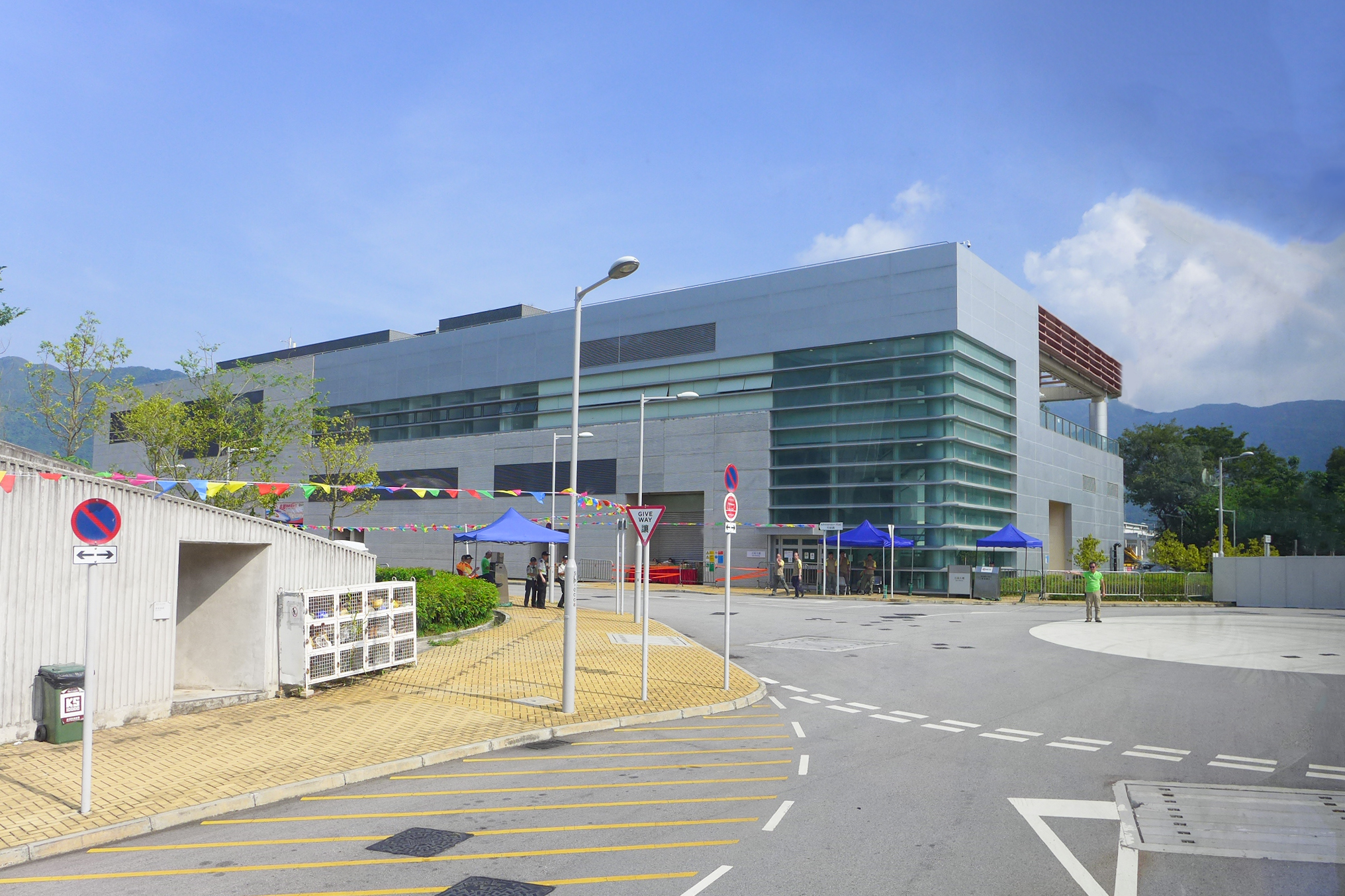
廣深港高速鐵路香港段位於石崗列車停放處的車務控制中心

廣深港高速鐵路香港段（英語：Guangzhou-Shenzhen-Hong Kong High Speed Rail Hong Kong Section），港鐵又称高速鐵路（英語：High Speed Rail）或高鐵香港段，是香港的高速鐵路路線，南起於西九龍填海區的香港西九龍站，北迄於香港與中國內地深圳市的邊界，總長26公里，途經大角咀、深水埗、長沙灣、葵涌以及新界的大帽山、石崗、雞公嶺、牛潭尾及米埔等地的地底，沿途不設站。路段北端連接廣深港高速鐵路廣深段，並與38,000公里長的中國高速鐵路網絡相通。最高營運時速為每小時200公里，每方行車方向每小時可以接載約10,000名乘客。
高鐵香港段原定預計於2015年竣工及通車，後來延至預計於2016年竣工、並以2017年年底通車為目標，但因工程嚴重延誤而延遲至2018年9月23日通車。高鐵香港段通車後，成為香港繼城際直通車（九廣鐵路）之後第二條跨境鐵路。

## 概要
香港特別行政區政府在工務計劃下撥款興建高鐵香港段，並最終經九廣鐵路公司擁有該段鐵路，造價為853億港元（約合110億美元，至2015年5月超資約32%；當中鐵路系統的建造工程佔逾600億港元，非鐵路系統的工程（包括，但是不限於西九龍交通改善工程）佔逾118億港元，及對橫台山菜園村的特別優惠賠償金額佔了8,600萬港元，備用資金佔21億元。）。廣深港高速鐵路香港段於2009年10月20日由行政長官會同行政會議落實興建，於2010年1月16日獲得立法會財務委員會通過撥款，於同年4月動工。
政府委託港鐵公司進行高鐵香港段的設計、建造、測試和試行運作，由路政署監察項目的落實。行政長官會同行政會議決定應以象徵式價格把營運高鐵香港段所需的土地或就該等土地所享有的權益或其他權利歸屬九廣鐵路公司，以及把高鐵香港段的動產轉讓予九鐵公司。九鐵公司將隨後按《服務經營權補充協議》，把營運高鐵香港段的服務經營權授予港鐵公司。政府作為九鐵公司的唯一股東，日後九鐵公司派發股息時，政府可因九鐵公司從港鐵公司收取服務經營費而間接得益。
截至2018年3月，廣深港高速鐵路香港段整體工程已完成超過99%。2018年3月23日下午，高鐵香港段項目主要工程竣工典禮在香港舉行，列車命名为港鐵「动感号」，并于2018年4月1日开始试运行，但是在2018年4月3日起因出軌事故暫停試運行，經過十天的調查工作後，在2018年4月13日恢復試運行。
全綫最终於2018年9月23日正式通車。

## 計劃

### 曾經考慮走線方案
1994年的《鐵路發展策略》，提議西部走廊鐵路的計劃。根據《鐵路發展策略》的建議，西部走廊鐵路分為三部份：港口鐵路線、長途客運線及近郊客運線（大致為現時西鐵綫）。整個項目被建議優先興建，預計耗資231億港元，於2001啟用。其中長途客運線曾分為與近郊客運線同時興建的獨立路軌方案，及與近郊客運線共軌的方案。
在《鐵路發展策略2000》，區域快線的走線建議由紅磡站出發，先經石硤尾站，再經錦上路站或新建的粉嶺南站直往邊境。
2005年，當局啟動對廣深港高速鐵路香港段計劃的研究後，曾經考慮採用多個方案的可能，香港段的總站可以選擇興建位於新界北部的洲頭或者西九龍，其中西九龍在交通接駁、對環境影響及對香港島及九龍等香港市區的吸引力等方面比較上佳，而興建於洲頭則有比較低的成本的優勢，而且對荃灣和新界的乘客有比較大的吸引力。當局認為，西九龍的選擇地址在運輸效益方面比較洲頭為佳。
2007年，與西鐵線共軌的方案被否決，改為獨立興建全新的路軌。

### 共用或者專用通道方案
由香港邊境禁區前往西九龍的路線，亦曾經有兩個方案：亦即「共用通道方案」及「專用通道方案」，兩者均計劃在現落馬洲站附近接駁廣深段（落馬洲站連接福田口岸）。
2008年4月，當局決定以西九龍總站（現稱：香港西九龍站）作為終點站，路線採用全隧道的「專用通道方案」中線方案。

#### 共用通道方案
共用通道方案分別和現有港鐵屯馬綫（西九龍附近至錦上路一段）和將會興建的北環綫（錦上路至洲頭附近一段）共用路軌，再以轉駁一條3公里長的隧道進入中國大陸；廣深段及香港段的總行車時間為60分鐘。

#### 專用通道方案

廣深港高速鐵路路線圖，香港段為藍色路線。

專用通道方案為興建一條全新的鐵路軌道，直接由西九龍總區接駁至廣深段；廣深段及香港段的總行車時間為48分鐘，興建成本比較「共用通道方案」多出47%。
專用通道亦有兩個方案：一為「連續隧道方案」，直接由香港邊境禁區接駁至西九龍總站（現稱：香港西九龍站），全段大致會位於隧道內，但在緊急救援處一段不會覆蓋；二為「斷續隧道方案」，位於「共用通道方案」以東，走線和行車時間比較長，但是會讓一段2公里長的路段露出於大埔附近的地面上。

## 歷史

### 研究
2006年2月6日，行政會議指示九廣鐵路公司以共用通道方案作進一步規劃，即興建北環線連接落馬洲，及使用現有屯馬綫的部份路軌，終點站設立於西九龍，全長30公里；預計每小時列車數目為3至5班。
2007年1月，深圳市決定增加一座鐵路站──福田站。中華人民共和國鐵道部表示來往香港的高速列車將會比較預期為多，預計於2020年，將會有10個城市開辦每日共15對（即往來每方向15班）長途直通列車；至2030年，長途直通列車更會增加至每日共23對（即往來每方向23班）。因此選擇「專用通道方案」或是「共用通道方案」未有定案。

### 採用專用通道方案

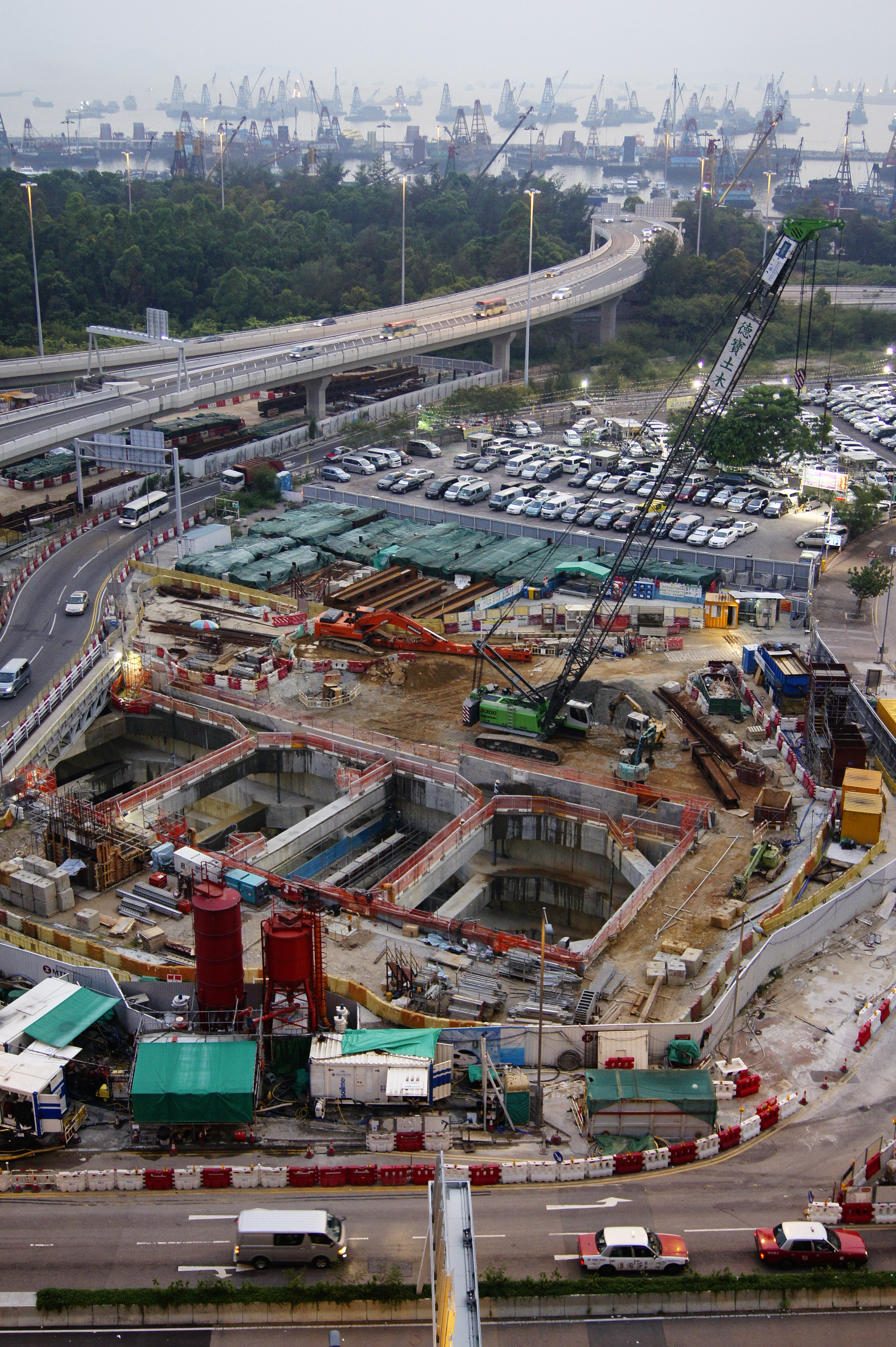
位於九龍旺角西的隧道鑽挖機回收豎井。

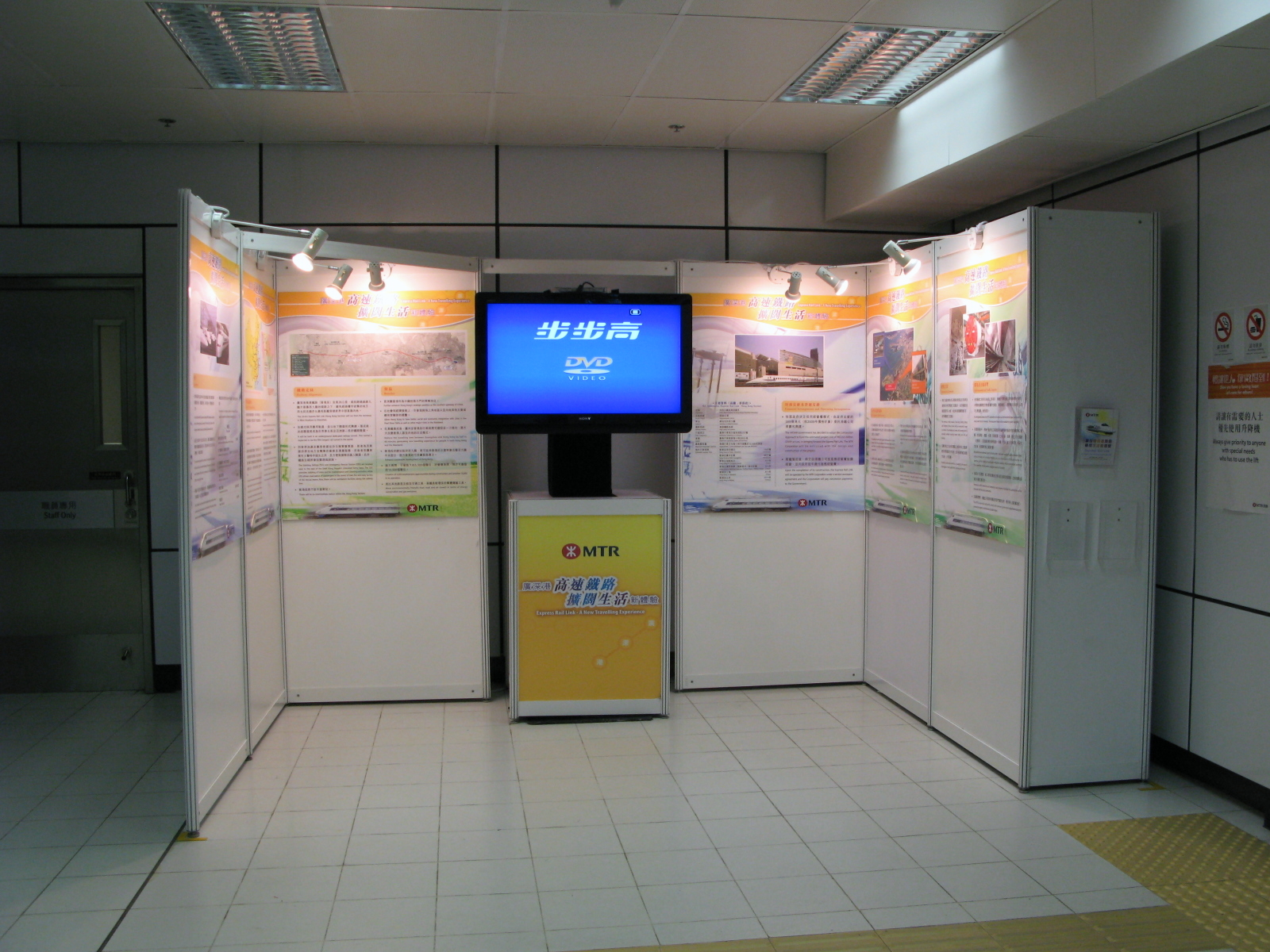
廣深港高速鐵路香港段於港鐵九龍塘站展覽。

同年5月19日，九廣鐵路公司完成對廣深港高速鐵路香港段的研究報告，傾向於以全隧道方式，亦就是專用通道方案的一種，接駁西九龍與香港邊境禁區。該方案造價約300億港元（約合39億美元），預計於2014年通車。8月2日，香港政府在粵港聯席會議第10次會議上提出決定以「專用通道方案」興建廣深港高速鐵路香港段，總站設立於擬議中的西九龍。屆時由西九龍至深圳福田，往來只需要13分鐘；由西九龍至廣州南，亦只需要約48分鐘。同年10月，廣深港高速鐵路香港段成為行政長官曾蔭權所發表的《2007至2008年度香港行政長官施政報告》的《十大建設計劃》之一。同年12月2日，九廣鐵路與香港地鐵兩鐵合併成為港鐵公司，廣深港高速鐵路香港段的統籌事務亦轉交由港鐵負責。
2008年1月2日，港鐵展開首兩項招標，包括一條26公里長的路軌隧道及西九龍總站的初步設計，並且研究於西九龍總站上蓋發展地標式摩天大樓的可行性。
同年4月22日，行政會議批准港鐵對廣深港高速鐵路香港段進行進一步的規劃及設計。路線走向採取「專用通道方案」的中線方案，而西九龍總站亦計劃延伸至西九文化區的地底，方便乘客可以直到達該處。如果以上述的方式興建，西九龍總站將會可以容納14座月台（10座為長月台，4座為短月台）。行政會議同時批准港鐵根據服務經營權的模式，給予港鐵營運上述項目50年。由於融資方式的改變，香港政府沒有批准將西九龍總站上蓋交予港鐵發展。10月1日，港鐵公佈新的走綫方案。11月28日，香港政府按照《鐵路條例》將廣深港高速鐵路香港段的方案刊憲。
2009年2月24日，铁道部副部长陆东福和香港运输及房屋局局长郑汝桦在香港签署有关於广深港客运专线香港段与廣深段的衔接技术安排备忘录。根据备忘录安排，铁道部与香港政府将會继续加强沟通，争取实现廣深港高速鐵路香港段在2009年年内啟动工程及其他相关的一切安排，将香港纳入中国高速铁路网络中。同年10月20日，香港政府落實興建廣深港高速鐵路香港段，石崗橫台山菜園村將會全面清拆。因此香港政府動用了20億港元作為收回土地，至該時，150戶村民中有80多戶接受了補償。另一方面，仍然有部份村民拒絕搬遷。

### 撥款通過，工程啟動
2009年12月18日，香港立法會財務委員會推遲香港政府對興建廣深港高速鐵路香港段涉及669億港元的撥款申請，延期至2010年1月8日再度審批申請。在立法會門外有人眾聚集示威。結果會議到晚上10時45分的規定最後時間限制到達，仍然未能夠進行有關的表決。財務委員會於是延期至1月15日至16日連續兩日審議。1月16日下午6時半許，經過長達15輪、近170多次提問，財務委員會正式通過撥款申請。1月27日，廣深港高速鐵路香港段動工。同年，走線所途經的油尖旺、深水埗、葵青、荃灣及元朗的各項相關建造工程地盤，工程亦都已經陸續展開。

### 隧道鑽挖工程
香港段隧道由西九龍站開始，經過油麻地、大角咀、深水埗、長沙灣、葵涌、石崗、牛潭尾及米埔，最後經過皇崗進入广东省深圳市福田區，除石崗車廠外全綫走綫地底。2011年8月10日，隧道鑽挖工程開始。由於工程因為種種原因而出現延誤之情況，港鐵透過各種方法趕工，至2015年3月初，全長2.6公里、穿越新界雞公嶺地層的牛潭尾至大江埔隧道路段工程完成鑽爆，並且成功貫通，意味著全長12.9公里、以鑽爆形式建造的廣深港高速鐵路香港段隧道工程全部完成。趕接而來的是在隧道護壁襯砌牆、路軌鋪設及建造行人通道等相關工程。

### 试车
2016年9月26日：首列用于该线路的港鐵CRH380A型電力動車組（编号CRH380A-0251）从青岛中车四方经海路运抵香港。因车卡较多且车身较为宽大，港铁方面于9月26日至29日将列车分为四次从码头运抵石岗，每次运送两节车卡。为配合运送，香港运输署决定9月26日至29日期间，每日由凌晨1时至凌晨4时，将视情况对介乎锦田绕道与七星崗之间的一段锦田公路由双程行车改为单程东行。之后列车将在广深港高速铁路进行靜態測試及低速動態測試，之後又會在16公里的試行段隧道，即石崗緊急救援處至旺角西通風樓之間的下行隧道，進行動態測試。
2017年6月底7月初第三列列车CRH380A-0253在青岛四方出厂后之后经2500公里陆路至廣深港高速鐵路廣深段进行动力测试，实验完成后由港铁派出的高铁司机驶入港铁石岗车厂，标志着广深港高铁香港段和中國大陸段成功连接。
2018年4月起，廣深港高鐵香港段踏入試運營階段，多列列車將安排往返廣州南、深圳北、福田站及香港西九龍站之間。

### 就一地兩檢達成協議
2017年7月25日，香港政府公佈西九龍站的一地兩檢安排。同年11月18日香港行政長官林鄭月娥與中共广东省委副书记兼省长马兴瑞在禮賓府簽署《內地與香港特別行政區關於在廣深港高鐵西九龍站設立口岸實施「一地兩檢」的合作安排》，並象徵廣深港高速鐵路「一地兩檢」的「三步走」程序展開。《合作安排》決定在西九龍站劃分香港口岸區和內地口岸區，其中內地口岸區將依中國大陸法律設立和管轄，並實行口岸管理制度，港粵雙方分別按照各自法律對往來的人員、物品和行李進行邊防檢查與檢驗檢疫。中國大陸關員只於內地口岸區履行職責，不進入內地口岸區以外區域執法，在該等區域也沒有執法權。而內地口岸區、特區境內營運中的列車車廂（包括行駛中、停留中和上下乘客期間）亦視作在內地口岸區範圍之內，即視為處於中國大陸。港粵雙方並同意建立口岸協商聯絡和應急處理機制，確保口岸區高效運行、有效監管，及協助處理口岸區運行中可能出現的突發與緊急事件。同年12月22日，國務院總理李克強就高鐵西九龍站的一地兩檢合作安排，書面提呈全國人大常委會審議。

### 就服務經營權達成協議
2018年8月23日，政府、納稅人全資持有的九鐵公司及港鐵公司簽署4份與高鐵營運相關的法律文件，在九鐵與港鐵簽訂《服務經營權補充協議》下，港鐵獲授予10年高鐵香港段的服務經營權，九鐵會按機制收取項目折現現金流量的九成，港鐵10年間需向九鐵支付107億元經營費（即每年2.7億元予政府）。補充協議亦提及若實際客量較預期相差15%以上，九鐵與港鐵將以七三比分攤盈或虧，15%以下則由港鐵自行承擔盈或虧。
不過根據運輸及房屋局在2017年9月向立法會提交文件，政府原計劃將經營高鐵所需土地的權益或及相關權益撥歸九鐵公司為期50年，再把服務經營權授予港鐵。惟服務經營權其後縮短至不多於15年，最後改為10年期限。
時事評論員和立法會議員認為此舉動予人高鐵或會出現虧損，讓港鐵不用承擔過多的風險。

### 開通儀式
開通儀式在2018年9月22日早上在西九龍站B1層舉行，嘉賓之後於B4層月台乘坐動感號首發列車出發往廣州南站。特區政府在2018年9月中陸續向嘉賓發出邀請函，包括行政會議成員、36名港區全國人大代表、全國政協常委和部份建制派議員，惟多位民主派議員仍未收到邀請。有獲邀的建制派議員指，並非所有議員都會獲邀開通儀式。

### 因疫情暫停營運
由於受到2019冠狀病毒病疫情影響，香港政府为此收紧对内地的通关政策。2020年1月30日起，除深圳灣口岸以外，其他跟深圳連通陆路、海运的口岸（包括广深港高鐵香港段和红磡站的城際直通車）的客运服务都被暂时被关闭或停运。受此影响，廣深港高速鐵路香港段自2020年1月30日開始暂时關閉，直至另行通知为止。
2023年1月15日，广深港高铁香港段恢复正常运营，首班车于早上7时21分正式开出。4月1日起，广深港高铁香港段全面重启跨省长途列车服务。

## 主要施工地點

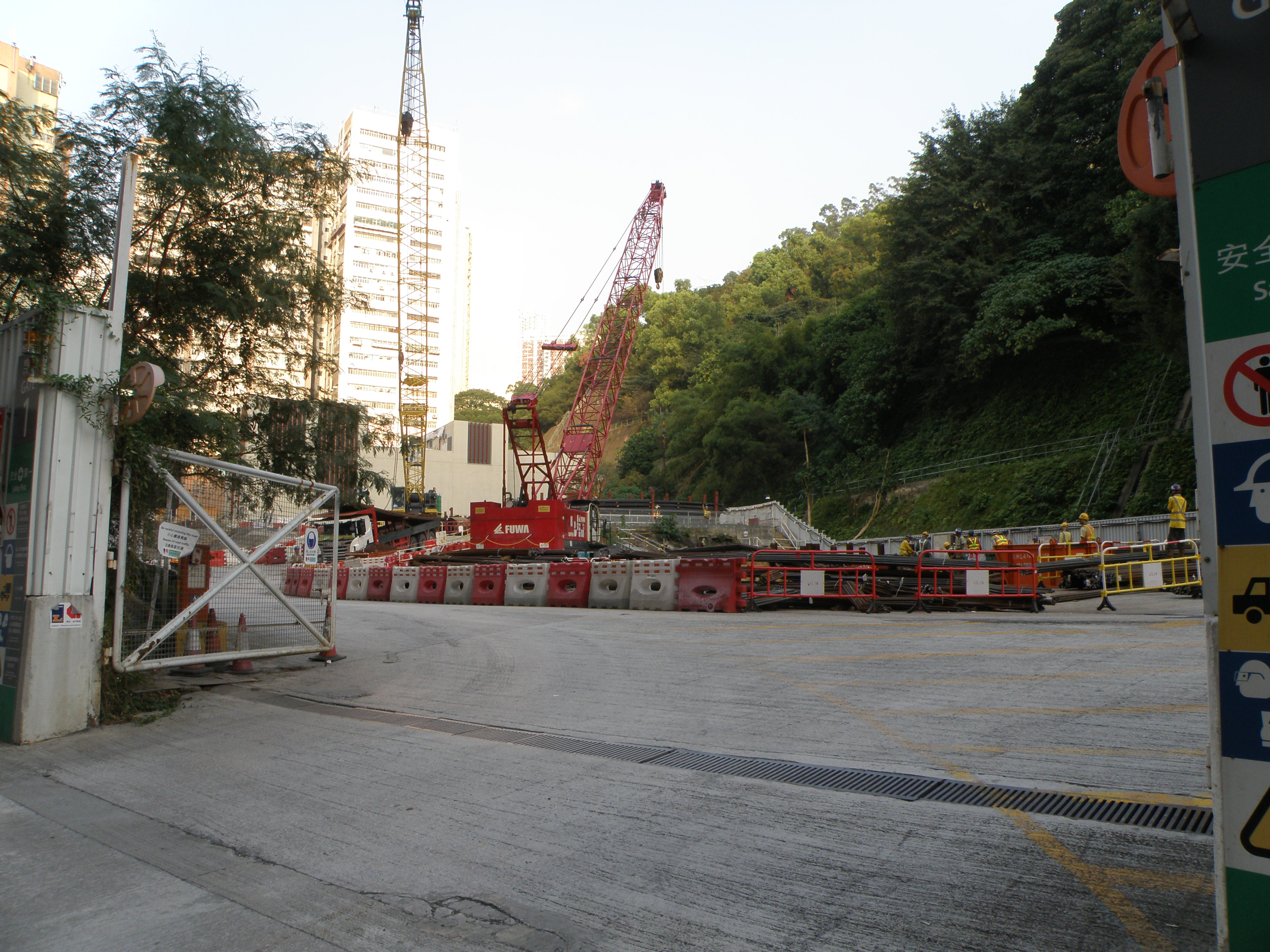
葵涌永業街／大連排道工地

深圳市福田區
- 益田路皇崗公園通風設施工地（代為建造）

香港元朗區
- 米埔通風設施工地
- 牛潭尾工地
- 大江埔緊急救援入口工地
- 石崗列車停放處及緊急救援處工地
- 八鄉七星崗工地
- 八鄉謝屋村工地
- 八鄉上村工地
- 元朗大樹下臨時爆炸品倉庫

屯門區
- 小欖樂安排臨時躉船轉運站
- 掃管笏臨時爆炸品倉庫

荃灣區
- 荃灣象山邨城門通風樓工地
- 上葵涌昌榮路工地

葵青區
- 葵涌永業街／大連排道工地

深水埗區
- 荔枝角美荔道工地
- 長沙灣深旺道／興華街西工地
- 長沙灣連翔道臨時躉船轉運站
- 深水埗南昌公園工地

油尖旺區
- 旺角西海庭道工地
- 佐敦西九龍站工地（巴士總站）

## 鐵路站
香港西九龍站位於西九文化區北面，經由行人天橋及隧道連接至港鐵柯士甸站及九龍站。鄰近設大型巴士總站。

### 一地兩檢問題

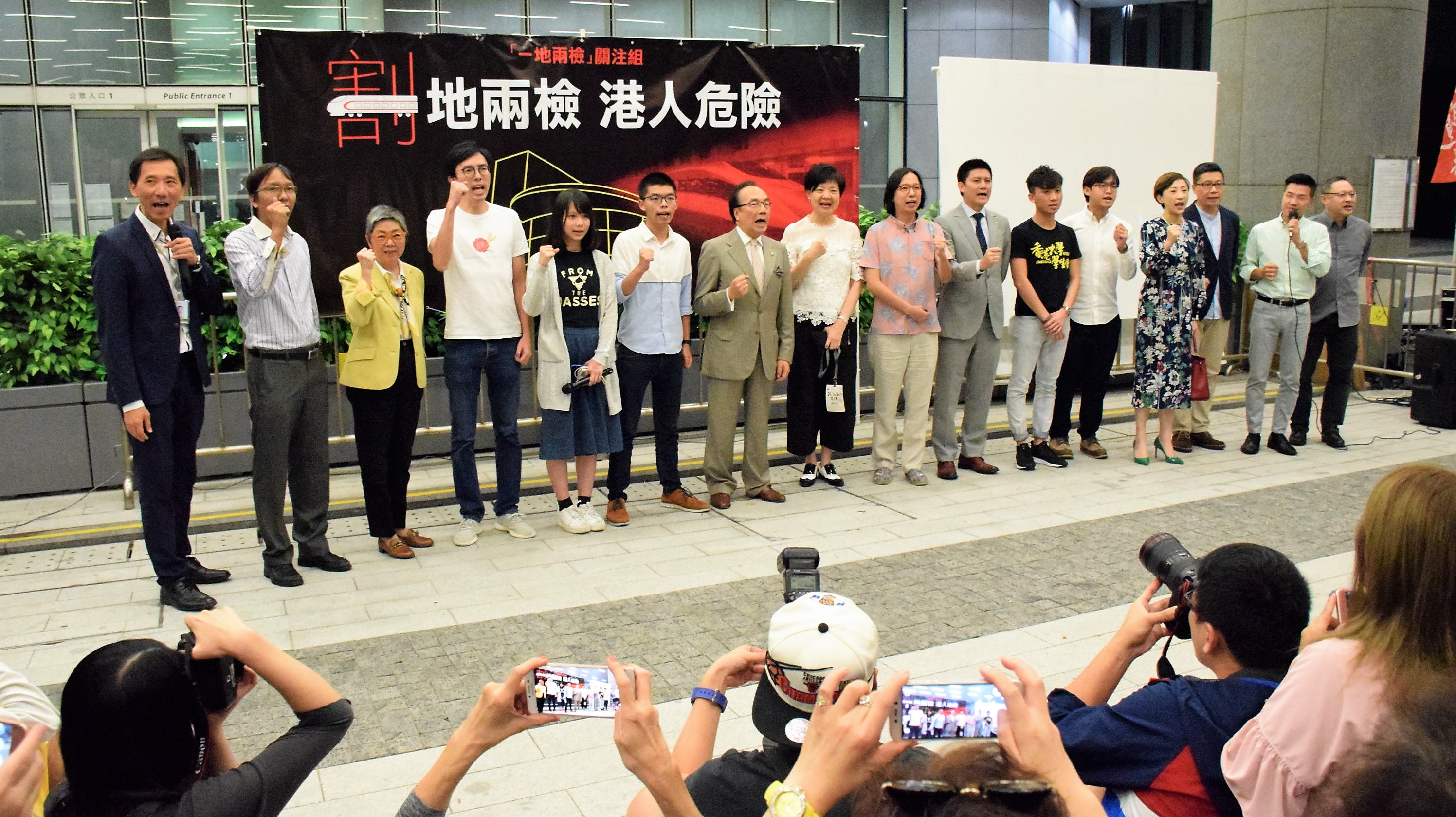
「一地兩檢關注組」舉行「反西九一地兩檢集會」

香港政府聲稱实施一地兩檢是广深港高铁乘客在中國大陸與香港之间过境的必然选择。然而香港政府在最初时并未就此安排有确定方案，而且深圳福田站原本预留过境的空间，在2015年底却提出在西九龙设立一地两检过境设施的方案。对此方案泛民主派议员普遍予以反对，因此舉将使中國大陸执法人员在香港市區心脏位置执行中國大陸法律，破坏一國兩制和香港基本法。根據基本法第十八條，「全國性法律除列於本法附件三者外，不在香港特別行政區實施」，因此技術上需解決在香港境內實施內地法律的法律問題。最後，香港政府決定在西九龍站內劃出「內地口岸區」，將該處實際改隸深圳市福田區，以實行封閉式管理及實施全套中國大陸法律。
「一地兩檢關注組」成員批評香港政府在沒有交代一地兩檢細節及在法律基礎未確定前就與廣東省簽署《合作安排》協議，做法比深圳灣口岸一地兩檢安排更倒退，他們遊行抗議並焚燒基本法。林鄭月娥則表示把實施一地兩檢形容為「接中央指令」說法「非常不正確」和「完全錯誤」，又形容中國大陸關員來港工作是「不見天日，不可能上來地面呼吸一下，或者看一看香港的情況怎麼樣」。
其他國家「一地兩檢」例子:
巴塞尔-米卢斯-弗赖堡欧洲机场位於法國境內，由法國和瑞士兩個國家以及德國的兩名顧問共同運營，一個機場有三個不同國家的海關。雖然整個機場位於法國管轄範圍內，但瑞士當局有權使用瑞士的法律於海關，醫療服務和警務工作上，法國警察也可以在瑞士部分執行隨機檢查。

## 經營方式
有傳媒報道指，根據港鐵內部就高鐵設計及規劃的文件，由於高鐵為連接香港與中國大陸的跨境鐵路，涉及兩地不同的鐵路操作守則及法規，因此各設車務控制中心，各自管轄其經營範圍內的高鐵列車調度及營運。同時提出不同的形式經營，其中一種是港鐵與中國大陸以合資企業（joint venture）營運高鐵，使香港的車務控制系統必須與國鐵廣州局集團的控制系統「整合」（integration of the line control functions），屆時廣州車務控制中心將統一調度兩地的高鐵列車。
有立法會議員認為兩地鐵路操作守則並不一致，若果由中國大陸統一調度高鐵列車，可能會出現與香港法規不相符的漏洞或問題，萬一發生意外亦難以釐清由誰負責任。

## 輔助設施

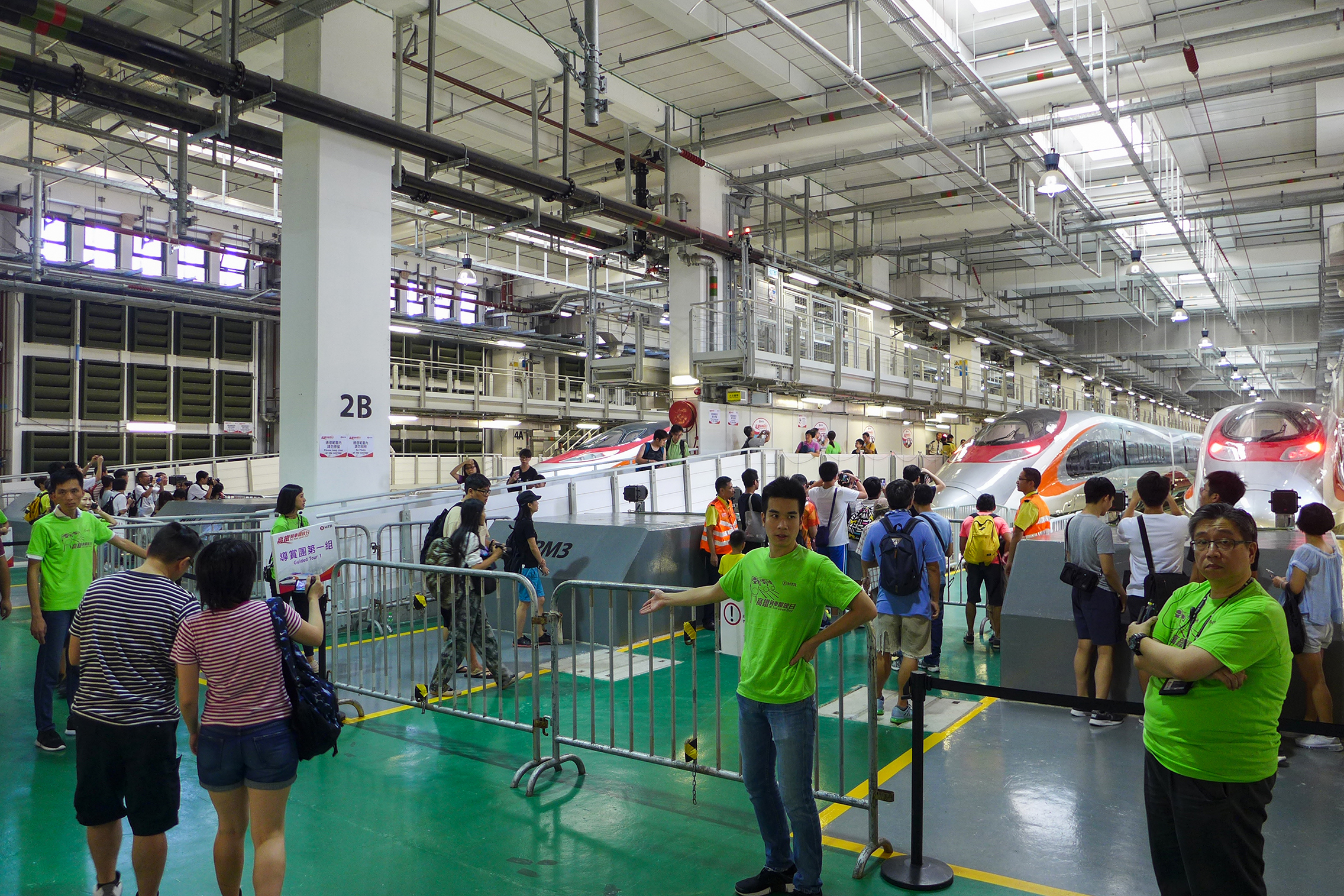
石崗列車停放處

廣深港高速鐵路香港段總共設立了8座緊急救援入口，分別為7座通風設施及1座專用緊急救援入口。在緊急情況下，通風設施可以作為緊急救援入口。
- 石崗列車停放處及緊急救援站（Shek Kong Stabling Sidings and Emergency Rescue Sidings，簡稱“SSS”）位於新界石崗橫台山菜園村原址，鄰近石崗軍營，為香港段列車的停放處以及緊急救援用途[51][52]。主要提供設有4條室內和8條露天車坑，每一條坑道可以停泊16節車廂長度的列車空間，停放處啟用後作為初步維修及例行清潔服務等場所，但其他維修則由國鐵（廣鐵廣州南動車所）及中車四方擔當。該處具備各類型救援車、路軌維修車、路軌探傷車、隧道清洗車以及備用工程車，可以於有需要時拖拉故障列車[53]。緊急救援處是根據規定所必須興建的安全設施，在緊急情況下，能夠方便車廂內的乘客在安全情況下逃生，以及方便救援單位迅速進入隧道內進行相關的救援任務。但据香港《苹果日报》报道称，由于石岗军营紧挨着其位置，而且之间有小路连接，因而被推定為有军事目的[54]。
- 米埔通風設施
- 牛潭尾通風設施
- 八鄉通風設施連牽引變電站
- 城門通風設施
- 葵涌通風設施
- 南昌通風設施
- 旺角西通風設施連牽引變電站

## 列車

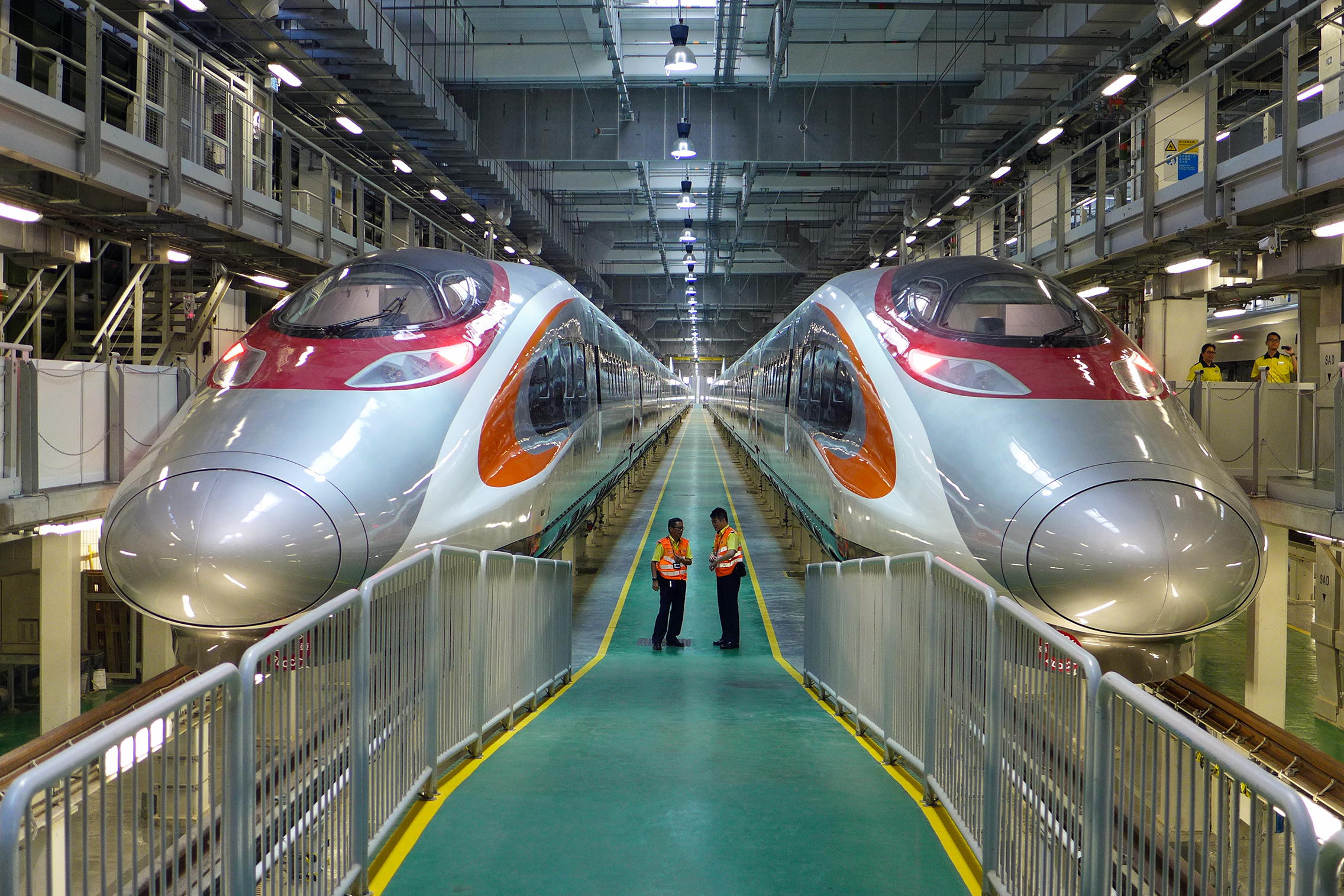
停放在石岗车厂的香港高速動車組“动感号”

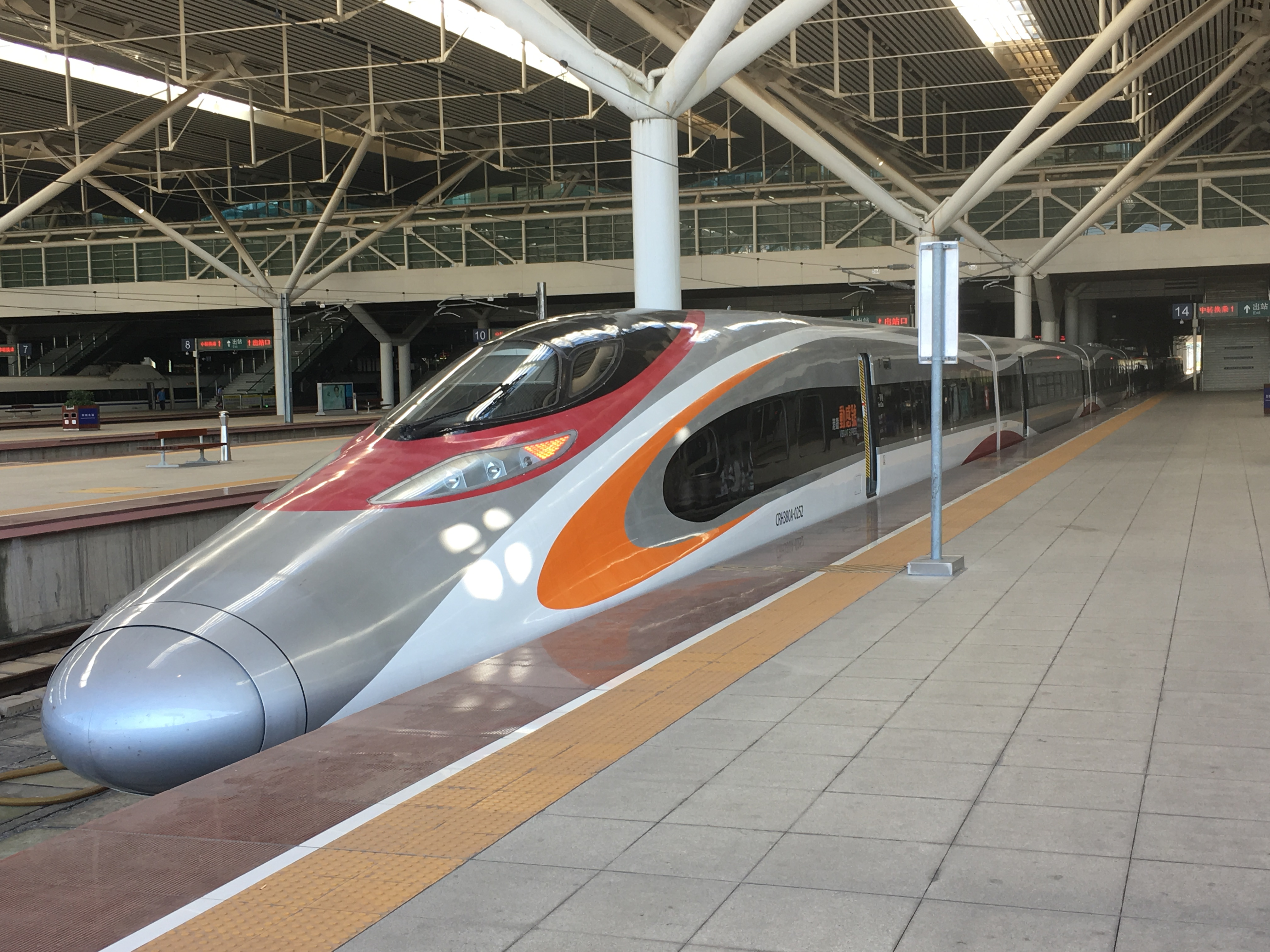
港鐵動感號停靠在深圳北站

高速鐵路服務由港铁及国铁共同提供，香港西九龍站則設有6個短途月台（8卡）及9個長途月台（16卡）。
港鐵購入9列高鐵來提供服務，佔列車總數的一半。港鐵早前進行招標（合約編號：840），為數9列，每列8節車廂，最高運行時速350公里，列車設有一等座和二等座，由南車四方中标，會採用和諧號CRH380A型為基礎的香港高速動車組“动感号”营运。購買合約於2012年4月16日在港鐵總部大樓簽訂。2018年3月23日在西九龍總站举行高鐵香港段項目主要工程竣工典禮，並公布九列高鐵列車命名為「動感號」（Vibrant Express）。
国铁方面会有復興號以及和谐号列車驶经本线前往香港西九龙站提供服務。各铁路局集团所使用的车体如下：
| 鐵路局     | 使用車型                                                |
| ---------- | ------------------------------------------------------- |
| 广州局集团 | CRH1A-A、CR300AF、CR400AF/AF-A/AF-AE/AF-S、CR400BF/BF-Z |
| 北京局集团 | CR400BF                                                 |
| 成都局集团 | CR400AF-Z                                               |
| 上海局集团 | CR400BF-A                                               |
| 南昌局集团 | CRH1A-A、CRH2A                                          |
| 南宁局集团 | CR400AF-S                                               |
| 西安局集团 | CR400BF-Z                                               |

## 車次
2018年8月23日，香港特区政府公佈，高鐵通車初期每日將有83至127對列車，來往內地44個站點。平日的周一至周四有70對車來往廣東省6個短途站（福田、深圳北、虎門、廣州南、光明城及慶盛），假日高峰期可增至114對車，約10至30分鐘一班車。而往北京、上海等城市長途站點每天只開1班。
高铁通车后由於來往西九龍至福田站的客量太低，港鐵在2018年10月26日起，將周末特別班次由12班減至9班。另外，港鐵將調整班次及停站，由2019年1月5日起生效。
2019年7月10日，因应全國鐵路調整運行圖，增开肇港高速动车组列车、邕港高速动车组列车、津港高速动车组列车以及渝港高速动车组列车。至此香港西九龙站来往内地增加至58个站點，同时中國大陸四个直辖市均有高铁来往香港。
2024年6月15日，两对夜行卧铺动车组列车经广深港高铁香港段延长至香港西九龙站始发终到，分别是北京西站始發的D909/910次和上海虹橋站始發的D907/908次。

## 高鐵資訊中心
高鐵資訊中心位於深水埗南昌公園（近君匯港）內之高鐵地盤辦事處，已經於2016年2月5日起正式關閉。
西九龍站內亦設有高鐵資訊中心，唯只於2018年9月23日高鐵通車首日開放予傳媒。

## 工程影響

### 樓宇結構受影響
高鐵香港段隧道在地下通過的大角咀，早於2009年，有當區居民發起向立法會遞交一人一信反對書行動，聲稱高鐵香港段的政策過程令居民感失望，因為新刊憲的走線決定高鐵隧道在大角咀14座當時樓齡超過35年的住宅大廈地下穿過，認為會威脅樓宇結構安全。他們還指出，高鐵隧道太過接近樓宇樁柱，部分舊樓甚至無樁，致使樓宇出現沉降或者塌樓的危機。有居民指出，鑽挖機於2012年10月月底至11月初經過樓宇地底時，樓宇被震盪至大廈內的門框及牆身不斷發出聲響，使到他們夜裡無法入睡。他們曾經多番致電港鐵投訴，港鐵人員於上門視察後解釋乃電流的聲響。2012年，200名大角咀居民遊行反對高鐵在當區地下挖掘隧道。於2002年入伙的西九龍紀律部隊宿舍是高鐵隧道在地底鑽過的建築物地盤之一，居民約於9月底至10月初發現建築物的外牆整幅下墜，大片瓦仔移位剝落。港鐵表示情況輕微，認為凡此種種現象未必與廣深港高速鐵路香港段工程有關係，並且承諾監察工程對周邊建築物的影響。至2012年年底，港鐵表示接收逾80宗裂樓個案，多個廣深港高速鐵路香港段工程關注組織於過去兩年多次與港鐵交涉。
有牛潭尾村住戶指出，於2012年年底，其家中地板稍微傾斜，門外出現一條兩米長的裂縫，而且越裂越闊，就像經歷過地震般。而屋外牆身連接石級和地台的位置，亦不時崩裂，下雨漏水問題嚴重，屋頂滴水、沿牆身滲水難以解決。至2013年年初，有居民屋內的裂縫更擴散至屋頂，妻兒驚恐家居倒塌，現時搬遷至親友家中暫住。住戶於2012年要求過港鐵派遣人員視察屋內情況，惟兩次只有公證行人員到場，並無提及賠償問題。
相距工程地盤約400米的四季雅苑亦受到影響，業主立案法團主席謝先生表示，於2012年已經接收兩宗主戶投訴，屋所牆身出現裂痕，其後一直與港鐵開會，但是未有解決方案，港鐵亦無派遣公證行人員前來攝影司證。
高鐵試車時，有元朗區居民指試車產生的震動及噪音懷疑使房屋裏外地面和牆身出現裂痕，但未能確定是由高鐵引起。由開始試運起的首3個月，港鐵一共收到55宗關於感到行車震動的投訴及9宗關於構築物出現裂痕的投訴。港鐵將個案轉交第三方公證行獨立調查。

### 涉嫌壓抑傳媒及公眾對工程的負面言論
有街坊表示受到港鐵警告或者施展壓力，要求別再就事件發聲，也不願意上鏡接受訪問，因此願意站出來爭取的居民不多。此外，港鐵透過廣告公司向各大香港報章發出信件表示，向廣告部直言一旦報章刊登了港鐵的負面新聞，港鐵將會保留抽起廣告的權利，及要求廣告部與記者溝通。

### 環境污染
2012年5月，元朗攸潭美村（前稱牛潭尾村）受到廣深港高速鐵路香港段工程影響，先後發生了水井枯乾、溪水受到污染、魚類死亡及農作物枯萎，影響到村民的生活及養魚業。由於水井乾涸，菜農曾表示改用水喉水一季需要交千多元水費，未能維生，要轉行當清潔工。經過香港大學專家研究後，確認愈接近豎井的水井，水位下降得愈明顯。有村民批評，水井已經流失了大量地下水，回灌「水喉水」根本無補於事，港鐵必須與受到影響的村民商討解決及補償辦法。

### 米埔段湧泥漿水
2015年8月，米埔担竿洲段鑽挖期間在地底進行人工加壓，卻令泥漿沿地底氣孔溢出魚塘塘壆，大量污水流入具高度生態價值的魚塘。港鐵承認事件，稱泥漿湧出不常見，工程團隊即跟進，填補及清理路面。有工程師分析，港鐵在鑽挖期間過度加壓，會令地下水沿地層裂縫溢出，又稱過去幾年米埔段沿線魚塘出現氣泡從塘底升起現象，懷疑事件影響程度遠較想像中大，認為應暫停工程，評估餘下路段風險。有生態專家擔心鑽挖方法出問題，影響米埔濕地地層結構，引致連鎖反應，降低米埔生態價值。

### 隧道滲水
2018年8月16日，公民黨立法會議員譚文豪與陳淑莊收到高鐵工程人士提供的相片和片段，在過去一個多星期拍攝的資料顯示米埔段和石崗緊急救援處路段的隧道內牆身滲水，南昌段部分路軌生鏽，近城門與大連排段下行線隧道則有地下水從牆身不停流出，形成「小溪」。同日，港鐵安排傳媒試坐高鐵香港段列車，主動回應滲水問題，港鐵總經理（高速鐵路）鄧維勇強調現時高鐵隧道「大致乾爽」。不過向媒體展示多幅高鐵隧道的照片中，卻顯示隧道牆身有水迹，但無交代拍攝照片的位置。

## 經濟效益
廣深港高速鐵路香港段與總長度達38,000公里的中國高速鐵路系統網絡，估計從香港西九龍總站出發的4小時車程範圍，能夠覆蓋最少6,000萬人口；方便了香港與中國大陸之間的交通。廣深港高速鐵路香港段，可以直接連接香港與16座中國大陸城市，能夠大幅度地縮短香港與珠三角地區以至中國大陸其他主要城市之間的交通時間。例如，往來香港至北京的行車時間可縮短至9小時。
政府方面在2011年表示，高鐵香港段能夠對兩地的社會文化交流、旅遊及商業活動效率，對香港及中國大陸帶來極大效益。廣深港高速鐵路香港段的使用，讓居民外出的成本大為降低，實現了珠三角一小時生活圈概念。預計廣深港高速鐵路香港段的使用，每年可以為香港市民節省4,200萬小時的乘車時間。政府方面亦強調，廣深港高速鐵路香港段於施展工程期間，最高峰可以創造約11,000個就業機會。於營業運作期間，廣深港高速鐵路香港段將會帶動香港與中國大陸各行業的合作及發展，特別包括香港旅遊業、飲食業、零售業及專業服務業等等，預計可以另外直接創造約10,000個就業機會。此外，在廣深港高速鐵路香港段通車後50年，營業運作所帶來的經濟效益可以高達870億港元。

### 被指嚴重高估高鐵的乘客量和回報率
到2015年，運輸及房屋局預測顯示，因珠三角經濟增長減慢，高鐵的經濟內部回報率由2009年6%下調至4%，長遠客量及回報率亦下跌。到2017年的預測更顯示，高鐵通車首年的商務乘客人次較2009年的預測少逾三成。非港人乘客比例由2009年預測的30%上調至41.6%，相反港人乘客每年減少200萬人次。
到2018年，運輸及房屋局預測高鐵的經濟內部回報率由4%降至2%。高鐵客量預測大幅下調近27%，每日均乘客量8.01萬人，較2015年預測平均每日有10.9萬人乘搭高鐵少。政府及港鐵的協議訂明，一旦實際客量低過預計乘客量逾15%，納稅人需要補貼損失。
另外高鐵香港段的營運費用每年約9.6億元，相等於每月約8000萬元，較2015年的評估高達逾15%，遠超於兩年內的通脹率。
2018年8月23日，政府公布高鐵營運安排，每日將有83至127對列車，來往中國大陸44個車站，票價由78元至逾千元不等。票價將會按人民幣計算。平日的周一至周四有70對車來往廣東省6個短途站（福田、深圳北、虎門、廣州南、光明城及慶盛），假日高峰期可增至114對車，約10至30分鐘一班車。而往北京、上海等城市長途站點每天只開1班。
根據入境處數據，通車首三日人次只及預期客量近6成左右。較港府估算8萬人次少。港鐵董事局主席馬時亨表示，高鐵需要時間磨合，不能夠以首一兩日的客流量做判斷。
根據港鐵公司公佈2019年度全年業績，高鐵香港段2019年營收20.98億港元，乘客量1690萬人次，平均票價88.73港元。

### 被認為難以取代港穗直通車
立法會議員田北辰在2018年12月形容，高鐵所謂的廣州南站，說穿了其實是「番禺站」，距離廣州市中心近一小時車程，與直通車終點廣州東站比較，廣州南站「太不方便」，認為高鐵與廣九直通車的作用「截然二分」，高鐵雖接駁中國內地其他鐵路，但每日近半班次僅往來深圳，應被視為深港融合的「接駁車」。而港穗直通車則是直接由香港市中心（紅磡站）接駁至廣州市中心（天河區）的直接運輸樞紐，也是兩地居民、商人最直接方便的往來方式。田稱直通車仍有其歷史及實質應用地位，稱：「無論高鐵班次有多密、提速有多快，仍然取代不了直通車的舒適度與直達性......現階段看不到直通車可被取代，亦不覺其已完成了歷史任務，兩地人還是很依賴它」。港鐵回應稱，隨着高鐵通車，城際客運服務（直通車）客量有所減少，但因高鐵開通僅兩個月，仍需時觀察以客觀評估影響，會繼續留意跨境鐵路需求的變化。

## 爭議
在推動廣深港高速鐵路香港段計劃時，在財政支出、回收土地、走線、車站選址及設計等問題上，引起了香港社會人士的關注與彼此之間的衝突，並且發生了撐高鐵運動、反高鐵運動、反高鐵苦行和香港反高鐵撥款警民衝突等事件。

### 行車時間爭議
香港特區政府一直宣稱“從西九龍總站出發至廣州南站全程只需時48分鐘，比現時的100分鐘快一半”来宣传興建高鐵的計劃。2009年中鐵第四勘察設計院集團有限公司（中四院）擬定的廣深港高鐵班次假設西九龍站每天將開出190班列車，但當中約96%均需中途停站。時任運輸及房屋局局長張炳良則稍後澄清，高鐵班次安排將會在通車後再作評估，每天仍會有11對列車由西九龍站直達廣州南站。同時，也有市民和議員質疑高鐵的廣州南站並非廣州市區，在廣州南站下車後仍須轉乘其他交通才能到達廣州市區。政府新聞處曾於Facebook專頁上載插圖，聲稱坐高鐵到廣州只需48分鐘，被不少網民質疑指政府違反香港法例第362章《商品說明條例》中的「誤導性遺漏」。政府後來在Facebook專頁中插圖上分別補上「不停中途站計算」和「廣州（南）站」字句。
2017年12月22日，通訊事務管理局回覆一地兩檢關注組，指就上述個案共接獲323宗投訴，經調查和考慮相關資料後裁定上述投訴理據不足，毋須向播放廣告的電視台採取行動。
現時西九龍站至廣州南站需時最短47分鐘，最長75分鐘，一般是60分鐘左右。2023年復通後開通直接往來廣州東站的班次，可以無需轉乘其他交通工具到達廣州市區。

## 工程進行期間問題

### 工程延誤
早於2013年已經有消息指出廣深港高速鐵路香港段工程延誤，惟港鐵一直否認，強調可以按照原定目標，即於2015年竣工及通車。2014年4月15日，港鐵公布耗廣深港高速鐵路香港段工程因為於同年3月30日發生的一場黑色暴雨，致使位於元朗區八鄉七星崗附近斜坡的泥土鬆脫，引致明渠堵塞、隧道水浸、浸壞巨型鑽挖機，嚴重禍及廣深港高速鐵路香港段工程，故此工程需要延遲9個月才能夠竣工。運輸及房屋局局長張炳良表示，對於港鐵的回應感到非常驚訝及失望。他指出，直至2013年年底，在港鐵定期提交的工程進展報告中，均評估廣深港高速鐵路香港段工程可以於2015年竣工，故此對於有關消息感到意外，他又表示，已經要求港鐵就廣深港高速鐵路香港段工程延誤提交全面評估報告，並且責成路政署署長作獨立審視。
路政署前副署長劉正光表示，港鐵主導整項廣深港高速鐵路香港段工程，所有工程合約均是由港鐵與承建商簽署，路政署難以監管，只能夠倚靠港鐵提供信息。他表示，1990年代香港政府興建赤鱲角機場時，特別成立新機場工程統籌署，由香港政府主導統籌及協調所有工程事宜。有前廣深港高速鐵路香港段工程建築工人在電台節目中披露，於2013年已經知悉工程不可能如期完成，建築工人所接收的圖則及工序不時出錯，令到進度膠着，曾經一度每日只能夠進行兩至三小時工程。《明報》報道，取得港鐵機密文件揭示，港鐵知悉西九龍總站工程需要至2016年6月才竣工，比較與香港政府簽訂合約時規定通車日期為2015年5月遲逾一年。為了趕工，港鐵不斷追加開支，文件清楚列出超支細項，包括因為圖則變動及地盤狀况而出現的工程變更等而需要額外耗資118億1千萬港元，包括因為追回延誤而趕工而耗資要30億港元等。2014年1月，港鐵評估預算將會進一步增加至684億元，比較半年前評估急升30億港元。
2015年5月，最新的報告顯示，截至3月底，高鐵香港段的整體完成進度較預期滯後約5%，惡化及已經到了十分嚴峻的階段，路政署表示，對港鐵公司在2017年年底通車目標相當存疑，可能進一步延誤。
此外，在西九龍總站地盤地底發現花崗岩亦為工程延誤的其中一個主要原因。

### 工程超支
港鐵獨立調查委員會就工程延誤於2014年10月28日公布第二份調查報告，兩名獨立海外專家與港鐵就工程落成時間表及造價估算出現分歧。專家評估，已經超支至715.2億港元的工程有67%機會進一步上升，亦有31%機會延遲至2017年後才竣工及通車，與港鐵評估有90%機會如期通車及不超支有重大出入。專家建議先增撥40億港元作為備用資金以應付可能的進一步超支。連同早前港鐵的超支預告，最後納稅人可能需要多付約百億港元。時任港鐵董事局主席錢果豐明言遲早需要向立法會申請追加撥款作為備用資金，承認港鐵當初對工程進度「偏向樂觀」。
2015年5月，立法會交通事務委員會主席田北辰表示，港鐵內部估算高鐵超支逾200多億元，港鐵高層已要求工程人員盡量與承建商爭取壓低造價，預計高鐵最終成本會接近900億元。
2015年9月，高鐵香港段工程一再超支延誤，造價飈升至853億元。正當港鐵及政府討論由誰找數之際，高鐵帳目已呈現警號。運房局最新數字顯示，高鐵工程累計開支首次超出已批出合約總值16億元；而承建商提出的未解決申索，半年內大增五成至174億元，意味港鐵及政府只是不斷「拖」。田北辰引述承建商消息稱，若政府及港鐵對額外撥款數目仍未有共識，不排除集體離場。
2015年11月30日，港鐵公司與香港政府達成協議，高鐵香港段延至2018年第三季通車，政府將承擔和支付最多達844.2億元的項目造價，港鐵負責超支(如有)的部分。港府從港鐵派息可獲取約195億港幣的收益，而超支預算約為194億，兩者相若。
此外根據計算廣深港高速鐵路香港段平均每公里的造價為台灣高鐵的7.3倍左右，此一明顯偏高極不合理的造價，令人高度質疑其中可能有人謀不臧的不法行徑。（台灣高鐵的每公里平均造價為每公里17.39億新台幣，而廣深港高鐵香港段每公里的平均造價經換算約為127億新台幣）

### 檢討報告
檢討報告臚列問題，由於廣深港高鐵香港段被揭發工程進度屢屢延誤及嚴重超支，香港行政長官梁振英於2014年委任夏正民法官聯同兩名工程專家組成獨立專家小組，就上述的種種問題作出檢討，並且提交報告。2015年1月30日，香港政府公布由獨立專家小組所提交的檢討報告，內容揭示工程中的三大不足，包括港鐵與香港政府於簽訂的委託協議條文上有所缺失，項目開展初期並無述明雙方責任；條款亦無訂明機制，讓香港政府可以在港鐵表現欠佳之時介入；批評港鐵在項目工程管理上有欠穩妥周全，在明知道存在技工短缺、施工計劃緊迫而且應急費用不足等等因素，以在在沒有施工計劃風險評估下仍然預計於2015年8月為通車時間是過於樂觀、港鐵工程團隊的匯報過於聚焦於個別工程合約的進度，而忽視了項目整體的進度監管，以致港鐵管理層和香港政府均接收了混亂和誤導性的資料，加上並無工程總綱計劃輔助監督，連政府部門亦都被蒙在鼓裡。此外，港鐵內部文化亦是累事原因，職員之間不鼓勵在未找到解決辦法前就將壞消息上報的想法，令到管理層無辦法即時察覺危機。另外，溝通失效令到問題雪上加霜，港鐵工程團隊每月向港鐵執行委員會或者路政署匯報進度時，未能夠清楚地闡述項目的延誤狀況，單單依賴工程總監個人判斷；報告同時指出，如此大型及複雜之項目，各持份者只利用簡單的口頭匯報或者書面報告溝通，是重大的失誤，匯報方式流於敍事、書面報告亦欠焦點。此外，報告抨擊路政署鐵路拓展處監管不力，未有做好監察及核證者角色，即使顧問多次警示項目可能延誤，卻仍然無實際行動；縱然曾經質詢港鐵，不過輕易相信對方保證，並無作出獨立判斷以至後續確認，甚至在工程延誤初期尚未向運輸及房屋局匯報，認為署方可以參與的部份有更多。
運輸及房屋局局長張炳良表示，將會聯同路政署跟進獨立專家小組的建議，詳細地研究日後推展鐵路項目時的協議模式、監察制度及架構安排上應該如何改進。港鐵表示，將會詳細地了解檢討報告之調查結果及建議，並且將會邀請獨立專家小組屬下兩位工程專家提供意見。

### 意外頻密
截至2016年3月為止，高鐵由2010年1月動工至今，涉近600宗工業意外，4名工人死亡。死者分別是被硬物擊中、觸電或被車撞倒致命。有挖泥車司機因長時間工作患上坐骨神經痛，無法上班，但不獲賠償最終受傷患困擾而自殺。有關注工傷個案的團體批評高鐵工程的安全措施不理想，漠視工人職安問題。

### 米埔段滲水
高鐵在2018年5月18日測試營運期間，米埔段隧道出現地下水滲漏，影響信號系統。港鐵承認事件，表示隧道不能做到百分百防水。運輸及房屋局局長陳帆表示港鐵事後已第一時間通知有關政府部門，同時敦促港鐵開誠佈公，盡早讓社會知道事件。

### 試車問題
2018年5月24日，有媒體報道高鐵列車試車後出現不正常的嚴重磨損，有鐵路工程人士估計列車可能在試車時經過部份彎位會緊急剎車，導致出現不正常磨損。港鐵證實高鐵列車車輪損耗程度較預計略多，強調車輪符合技術要求。港鐵董事局主席馬時亨在5月26日回應指「唔覺得係好特別嘅情況」，反斥記者「需要咁多資料都無乜意思」，稱團隊有39年經驗，希望大家相信港鐵的管理層，他們說沒問題就是沒問題。

## 運作問題

### 售票安排混亂
現時高鐵的購票方式包括電話購票、站内人手處理、購票機和到中國鐵路12306购票网站，不過有旅客批評處理12306取票的櫃位太少，導致大排長龍，更有旅客未能取票，最終由職員帶領下經特別通道過關。現時，旅客如經中國大陸高鐵網站12306購票，需到西九站大堂的5個指定櫃位取票。港鐵表示會與中國鐵路總公司商討改善網上購票後的取票安排，如增加中國大陸訂購網的取票櫃位。
通車首幾日，港鐵臨時安排大量趕上車的旅客先無票入閘，再在內地口岸區內候車大堂的票務處取票。但在候車大堂卻有職員舉牌指乘客可直接前往閘口出示手機證明登車，有乘客指對此感到混亂。而在深圳北站，在入站口有設置告示，強調前往香港的旅客必須持有紙質車票。
2018年9月29日，港鐵已於西九龍站B1層的票務大堂加裝8台12306自助取票機並投入服務，可讓以回鄉證或中國大陸身份證在12306網站訂票旅客自助取票，旅客使用取票機毋須支付手續費，並將再增加3個中鐵（香港）櫃位至合共10個櫃位。
2023年1月15日復駛後，香港售票系統將由港鐵自家系統改為跟隨內地使用 12306 系統，並跟隨內地採用「電子票」模式，即乘客只需持證件即可入閘，不需換領車票。日前港鐵發佈西九龍站內相片時，站內港鐵售票機已換成類似內地車站款式的售票機。但經測試，僅有出發站為香港西九龍站的車票可與該機購買並列印報銷憑證。出發地為中國內地境內前往其他內地車站或香港西九龍站的車票無法購買和列印報銷憑證。

### 行李尺寸限制爭議
有遊客批評港鐵對行李規限執法過嚴，比中國大陸鐵路站和香港國際機場要求更高，深感不滿，惟中國大陸的動車車票背後的乘車需知，印上動車組的行李限制為長闊高總和130厘米（非動車160厘米），估計可能是中國大陸和香港的執法尺度不一。

### 乘車人次不如預期
在2018年8月，香港政府預計高鐵香港段在2018年平日的乘客量為72,500人次，周五至周日為78,100人次，高峰期為90,100人次，平均每日的乘客量為80,100人次。惟根據入境事務處公布的西九龍站出入境人次數據，通車初期的中秋節假期及十一黃金周乘客量均沒有達標，乘客量最高的一日僅為80,020人次。2018年10月7日，港铁公司宣布通车首15日广深港高铁香港段已接载约88万人次乘客往来香港西九龙站，平均每日5.87萬人次。其後每日平均3.12萬至6.21萬人次。2024年前9个月，广深港高铁跨境客流达2013万人次，较2023年同期增幅超43%，日均客流接近7.37万。

### 爆發疫情零客量 出現嚴重虧損
2020年1月起，受2019冠状病毒病疫情影響，高鐵香港段自2020年1月30日起暫停營運，至2023年1月15日才恢服列車班次，在逾7個月零客量下令高鐵營運出現嚴重虧損。運輸及房屋局證實，由政府全資擁有的九鐵公司，今年需按「乘客量上下限機制」補貼港鐵營運高鐵的虧蝕，但因雙方以商業原則營運為由，拒絕披露補貼金額。立法會議員田北辰估計，如政府補貼七成虧損，政府要承擔5000萬至6000萬元。

### 引用
1. ↑  . 港鐵-高速鐵路.   [2023-01-15]. （原始内容存档于2020-10-20）.
2. ↑  立法會交通事務委員會 2018年港鐵票價調整 （页面存档备份，存于），立法會CB(4)1158/17-18(01)號文件
3. ↑  . 路透. 2016-07-20  [2016-09-22]. （原始内容存档于2021-06-23）.（繁體中文）
4. ↑  . 蘋果日報. 2014-04-16  [2014-04-15]. （原始内容存档于2021-06-23）.（繁體中文）
5. 1 2  .   [2017-08-26]. （原始内容存档于2018-06-15）.
6. ↑  . www.info.gov.hk.   [2017-11-09]. （原始内容存档于2017-11-15）.
7. ↑  . 星岛日报. 2018-03-16  [2018-03-23]. （原始内容存档于2019-03-29）.
8. ↑  . 新华网. 2018-03-23  [2018-03-30]. （原始内容存档于2019-03-29）.
9. ↑  . 新华社. 2018-04-01  [2018-04-02]. （原始内容存档于2019-03-29）.
10. ↑  . 香港電台. 2018-04-04  [2018-04-04]. （原始内容存档于2019-03-29）.
11. ↑  . 蘋果日報. 2018-04-04  [2018-04-04]. （原始内容存档于2019-03-29）.
12. ↑  郜婕; 颜昊. . 新华社. 2018-09-23. （原始内容存档于2018-09-23）.
13. ↑  立法會文件：北環線和廣深港高速鐵路香港段 （页面存档备份，存于）（第4段及附件C），2007年1月5日，環境運輸及工務局
14. 1 2  立法會參考資料摘要：廣深港高速鐵路香港段 （页面存档备份，存于），2008年4月22日，運輸及房屋局
15. 1 2  立法會文件：北環線和廣深港高速鐵路香港段 （页面存档备份，存于）（第3段及附件B），2007年1月5日，環境運輸及工務局
16. ↑  港深廣鐵路香港擬全建隧道 （页面存档备份，存于），2007年5月19日，明報
17. ↑  . news.tvb.com.   [2012-09-16]. （原始内容存档于2021-03-20）.
18. ↑  高速鐵路西九站擬建摩天大樓[永久]，2008年1月3日，蘋果日報
19. ↑  港鐵公司網頁：新支綫及工程項目 - 未來新工程 - 廣深港高速鐵路香港段 （页面存档备份，存于），於2008年4月23日存取
20. ↑  . news.xinhuanet.com.   [2012-09-16]. （原始内容存档于2013-11-15）.
21. ↑  廣深港高鐵香港段如期通車 《明報》 2011年11月30日
22. ↑  .   [2021-06-23]. （原始内容存档于2012-07-10）.
23. ↑  高鐵鑽爆隧道完工 （页面存档备份，存于） 《東方日報》 2015年3月24日
24. ↑  . 中国新闻网. 2016-09-24  [2016-09-27]. （原始内容存档于2021-03-23）.
25. ↑  潘嘉寶. . 港闻网. 2016-09-26.
26. ↑  . 苹果日报. 2016-09-27  [2016-09-27]. （原始内容存档于2017-10-22）.
27. ↑  . 港闻01. 2017-07-09.
28. ↑  . 中国新闻网. 2018-03-23  [2018-03-30]. （原始内容存档于2021-07-08）.
29. ↑  . 明報. 2018-03-30  [2018-03-30]. （原始内容存档于2018-03-31）.
30. ↑  . 香港特別行政區政府新聞公報. 2017-07-25  [2017-07-25].[永久]
31. ↑  . 香港政府新聞網. 2017-11-18  [2017-11-18]. （原始内容存档于2021-07-08）.
32. ↑  . 明報. 2017-11-18  [2017-11-18]. （原始内容存档于2017-12-01）.
33. ↑  . 香港電台. 2017-11-18  [2017-11-18]. （原始内容存档于2018-08-31）.
34. ↑  . 新城電台. 2017-12-22  [2017-12-22]. （原始内容存档于2021-07-08）.
35. ↑  . 明報. 2018-08-24  [2018-08-24]. （原始内容存档于2018-08-25）.
36. ↑  陳晶琦. . 香港01. 2018-08-23  [2018-08-24]. （原始内容存档于2021-07-08）.
37. ↑  沙半山. . 香港01. 2018-09-12  [2018-09-13]. （原始内容存档于2021-08-07）.
38. ↑  .   [2020-09-01]. （原始内容存档于2021-07-18）.
39. ↑  . kb.southcn.com.   [2021-04-26]. （原始内容存档于2021-04-29）.
40. ↑  . www.hyd.gov.hk.   [2021-04-26]. （原始内容存档于2021-04-26）.
41. ↑  . www.xinhuanet.com.   [2021-04-26]. （原始内容存档于2020-08-06）.
42. ↑  陈晨. . 南方日报. 2023-01-11. （原始内容存档于2023-01-11）.
43. ↑  张艳丽; 覃仕林. . 南方都市报. 2023-01-15. （原始内容存档于2023-01-15）.
44. ↑  林宁, 作者：梁文佳. . 上海证券报·中国证券网. 2023-04-01  [2023-04-01]. （原始内容存档于2023-04-03） （中文）.
45. ↑  . Apple Daily 蘋果日報.   [2017-07-31]. （原始内容存档于2017-07-31）.
46. ↑  . www.basiclaw.gov.hk.   [2017-08-05]. （原始内容存档于2014-10-27）.
47. ↑  高鐵口岸區平面圖曝光 內地口岸佔1/4面積 （页面存档备份，存于），東方報業集團網站，2017-07-25
48. ↑  . 明報. 2017-11-18  [2017-11-18]. （原始内容存档于2018-06-21）.
49. ↑  . 明報. 2017-11-18  [2017-11-18]. （原始内容存档于2017-12-01）.
50. ↑  . 明報. 2016-04-25  [2016-04-25]. （原始内容存档于2018-10-28）.
51. ↑  .   [2013-06-09]. （原始内容存档于2013-09-06）.
52. ↑  .   [2013-06-09]. （原始内容存档于2021-02-04）.
53. ↑  朱凱迪. . 香港獨立媒體網. 2009-02-11  [2013-06-09]. （原始内容存档于2021-06-23）.
54. ↑  . 蘋果日報. 2016-02-25  [2016-02-25]. （原始内容存档于2017-08-10）.
55. ↑  .   [2012-09-16]. （原始内容存档于2012-06-14）.
56. ↑  . 新华社. 2018-03-23  [2018-03-23]. （原始内容存档于2021-09-15）.
57. ↑  .   [2012-09-16]. （原始内容存档于2012-12-15）.
58. ↑  . 大公網.   [2018-03-24]. （原始内容存档于2021-03-23）.
59. ↑  . 明報. 2018-08-24  [2018-08-31]. （原始内容存档于2018-08-25）.
60. ↑  . on.cc. 2018-10-09  [2018-10-09]. （原始内容存档于2021-07-08）.
61. ↑  .   [2018-12-16]. （原始内容存档于2022-02-12）.
62. ↑  7月10日铁路“调图” 你的出行将有哪些变化？ （页面存档备份，存于）新浪新闻转载央视 2019年6月11日
63. ↑  . 中国铁路. 2024-06-04  [2024-06-04]. （原始内容存档于2024-06-14）.
64. ↑  . www.expressraillink.hk.   [2012-09-16]. （原始内容存档于2013-01-11）.
65. ↑   (PDF).   [2016-03-13]. （原始内容 (PDF)存档于2016-03-14）.
66. ↑   (PDF). 立法會CB(1)323/09-10(07)號文件. 2009-11-06  [2018-06-07]. （原始内容 (PDF)存档于2022-04-08）.
67. 1 2  .   [2012-11-25]. （原始内容存档于2012-11-25）.
68. ↑  . 太陽報 (香港). 2012-02-13  [2018-06-07]. （原始内容存档于2021-02-04）.
69. ↑  .   [2012-11-25]. （原始内容存档于2014-04-19）.
70. ↑  . 蘋果日報. 2013-03-10  [2013-03-10]. （原始内容存档于2017-07-31）.
71. ↑  . 明周文化.   [2018-09-23]. （原始内容存档于2018-09-23）.
72. ↑  . Apple Daily 蘋果日報.   [2013-03-10]. （原始内容存档于2015-06-06）.
73. ↑  . 明報. 2018-06-07  [2018-06-07]. （原始内容存档于2018-06-12）.
74. ↑  . 明報. 2018-07-04  [2018-07-04]. （原始内容存档于2018-07-04）.
75. ↑  . Apple Daily 蘋果日報.   [2014-04-17]. （原始内容存档于2016-03-04）.
76. ↑  【高鐵通車裂縫下生活的人】水源不復返 耕田佬望天打卦 （页面存档备份，存于） 明周文化
77. ↑  高鐵挖隧道 搞冧牛潭尾 （页面存档备份，存于） 《東方日報》 2012年5月19日
78. ↑  專家證高鐵工程累攸潭美村缺水 （页面存档备份，存于） 《東方日報》 2012年10月5日
79. ↑  高鐵米埔鑽地 泥漿湧魚塘 加壓致裂縫噴漿 港鐵即時填補 （页面存档备份，存于） 《明報》 2015年8月8日
80. ↑  . 明報. 2018-08-17  [2018-08-17]. （原始内容存档于2018-08-17）.
81. ↑  . 明報. 2017-07-28  [2017-07-31]. （原始内容存档于2018-08-24）.
82. ↑  . 明報. 2018-08-24  [2018-08-24]. （原始内容存档于2018-08-25）.
83. ↑  . 明報. 2017-07-31  [2017-07-31]. （原始内容存档于2017-07-31）.
84. ↑  . 香港01. 2018-09-25  [2018-09-26]. （原始内容存档于2021-07-22）.
85. ↑  . 明報. 2018-12-04  [2023-04-07].
86. ↑  . 明報. 2016-05-03  [2017-07-31]. （原始内容存档于2018-09-09）.
87. ↑  . topick.hket.com.   [2017-08-11]. （原始内容存档于2021-07-22） （英语）.
88. ↑  . 譚文豪Jeremy Tam Facebook專頁. 2017-08-07  [2017-10-25]. （原始内容存档于2021-07-20）.
89. ↑  . 律政司 雙語法例資料系統.   [2017-07-31]. （原始内容存档于2017-07-31）.
90. ↑  . 蘋果日報. 2017-07-31  [2017-07-31]. （原始内容存档于2017-08-03）.
91. ↑  . 蘋果日報. 2017-12-23  [2017-12-24]. （原始内容存档于2020-06-21）.
92. ↑   (PDF). www.highspeed.mtr.com.hk.   [2025-02-03]. （原始内容存档 (PDF)于2020-11-03）.
93. ↑  . 香港01. 2023-01-15  [2025-02-03]. （原始内容存档于2024-01-18）.
94. ↑  高鐵工程延誤 港鐵稱黑雨為元兇 避答超支隱瞞 （页面存档备份，存于） am730，2014年04月16日
95. ↑  高鐵工程延誤 工人揭1年前已知 （页面存档备份，存于） 《經濟日報》，2014年04月17日
96. ↑  機密文件：高鐵水浸前知延誤兩年 半年超支增30億 專家估埋單超百億 （页面存档备份，存于） 《明報》，2014年04月17日
97. ↑  . 頭條網. 2015-05-08  [2015-05-08]. （原始内容存档于2015-05-18）.
98. ↑  . 蘋果日報. 2014-05-01  [2014-05-01]. （原始内容存档于2015-06-06）.
99. ↑  . 明報. 2014-10-29  [2014-10-29].
100. ↑  . 蘋果日報. 2015-05-08  [2015-05-07]. （原始内容存档于2015-05-09）.
101. ↑  . 明報. 2015-09-22  [2015-09-24]. （原始内容存档于2015-09-23）.
102. ↑  高鐵造價封頂844億 港鐵豪派4.4元特別息 （页面存档备份，存于） 經濟通，2015年11月30日
103. ↑  高鐵延誤 路署監察不力 （页面存档备份，存于） 《東方日報》 2015年1月31日
104. ↑  【血淚高鐵】逾600工業意外 議員斥只賺錢不理工人死活 （页面存档备份，存于） 《蘋果日報》 2016年3月27日
105. ↑  鄭秋玲. . 香港01. 2018-05-23  [2018-05-26]. （原始内容存档于2021-12-25）.
106. ↑  . 東方日報. 2018-05-24  [2018-05-26]. （原始内容存档于2021-06-30）.
107. ↑  張雅婷. . 香港01. 2018-05-26  [2018-05-26]. （原始内容存档于2021-07-08）.
108. ↑  .   [2018-09-29]. （原始内容存档于2021-07-08） （中文（香港））.
109. ↑  Now新聞台. . 2018-09-28. （原始内容存档于2018-09-29）.
110. ↑  頭條新聞. . 2018-09-28. （原始内容存档于2018-09-29）.
111. ↑  黃嘉儀. . am730. 2018-09-29. （原始内容存档于2018-09-29）.
112. ↑  . 明報. 2018-09-24  [2018-09-28]. （原始内容存档于2018-09-23）.
113. ↑   (PDF). 運輸及房屋局. 2018-08  [2018-10-08]. （原始内容存档 (PDF)于2018-10-09）.
114. ↑  . 明報.   [2018-10-08]. （原始内容存档于2018-10-08）.
115. ↑  .   [2018-10-08]. （原始内容存档于2021-02-04）.
116. ↑  . 明報. 2020-09-11  [2020-09-11]. （原始内容存档于2022-04-26）.
117. ↑  . 頭條日報. 2020-09-10  [2020-09-11]. （原始内容存档于2021-03-23）.

## 外部連結
- 港鐵－高速鐵路出口的八文樓美食三條街 （页面存档备份，存于）
- 港鐵－高速鐵路專頁 （页面存档备份，存于）
- 港鐵－廣深港高速鐵路（香港段）專頁
- 廣深港高速鐵路跨境旅客運輸組織規則（页面存档备份，存于）
- 廣深港高速鐵路（香港段）一地兩檢安排及相關宣傳資料 （页面存档备份，存于）
- 廣深港高速鐵路 - 路政署
- 港鐵：獨立董事委員會就高鐵香港段調查之第一份報告 （页面存档备份，存于）
- 港鐵與政府就高鐵項目額外工程費用安排簽署協議